# Russell Gurney
Pour les articles homonymes, voir Gurney.
Russell Gurney (2 septembre 1804 - 31 mai 1878)  est un avocat anglais et un homme politique du Parti conservateur qui siège à la Chambre des communes de 1865 à 1878.

## Biographie
Gurney est né à Norwood, le fils de Sir John Gurney (en), un baron de l'Échiquier et sa femme Maria Hawes fille de William Hawes. Il fait ses études à Dunham Norfolk avec M. Jowett et au Trinity College, Cambridge  et est appelé au barreau du Inner Temple, dont il devient conseiller en novembre 1828.
En 1845, il est nommé conseiller de la reine et en 1856, il est élu Recorder of London. Il est parfois juge d'assises et parcourt les circuits de l'ouest, d'Oxford, du nord et du nord du Pays de Galles. Il est commissaire de l'enquête sur la rébellion de la Jamaïque et est admis au Conseil privé en 1866, en reconnaissance de ses services. Il est l'un des commissaires au redécoupage électoral nommés par la loi de 1867 sur la représentation du peuple. Il est président de la Law Reversionary Interest Society, vice-président de la Law Fire Insurance Co et directeur de la Law Life Assurance Co .
Aux élections générales de 1865, Gurney est élu député de Southampton . Il occupe le siège jusqu'à sa mort à l'âge de 73 ans en 1878 . Au parlement, il est chargé de plusieurs mesures importantes, notamment le projet de loi visant à supprimer les vices de l'administration de la loi pénale de 1867, la loi sur la propriété des femmes mariées de 1870, le projet de loi du procureur de 1871, la loi sur la réglementation du culte public de 1874 et le UK Medical Act de 1876 (39 et 40 Vict, Ch. 41), une loi qui abroge la loi médicale précédente au Royaume-Uni et permet à toutes les autorités médicales britanniques de délivrer des licences à tous les candidats qualifiés quel que soit leur sexe ,,.
Il est élu membre de la Royal Society en 1875 .

## Famille
Gurney épouse Emelia Batten (née le 26 juillet 1823, décédée en 1896), fille du Rév. Ellis Batten, l'un des maîtres de l'école Harrow en 1852 . Elle est membre de la Kensington Society et sa correspondance a été publiée .